# 久保木清淵
久保木 清淵（くぼき せいえん、宝暦12年（1762年） - 文政12年8月28日（1829年9月25日））は、江戸時代後期の朱子学者。下総国香取郡津宮（つのみや）村（現在の千葉県香取市津宮）の人。号は竹窓（ちくそう）・縑浦老農、字は蟠龍・仲黙、通称は新四郎・太郎右衛門。父は清英、子は清常（梅山）。姓は「窪木」とも書かれる。

## 経歴
久保木家は代々津宮村の名主を務め、寛政5年（1793年）には領主である旗本・小笠原政恒より苗字帯刀を許されている。
清英は初め父から学問を受けていたが、11歳の時に地元の寺の住職であった松永北溟から学問を受けた。北溟は青年時代に林家の門下に入った事もあり朱子学に精通していた。19歳の時に師が没すると、父から江戸への遊学を勧められたが、父への孝が出来なくて何の学問かと答えて断り、後に江戸などに旅行することはあっても郷里に本居を置いて学問や教育に努めた。文政8年（1825年）に清淵と面会した渡辺崋山は彼を中江藤樹に擬えて「小藤樹」と評している。
成人すると、父の名主の仕事を手伝い、その後を継いだ。その頃、津宮村は近隣の佐原村などと組合を結成していたが、当時佐原村の名主であったのは17歳年長の伊能忠敬であった。忠敬は清淵の才能を高く評価し、寛政5年（1793年）には清淵とともに上方に旅行しており、忠敬・清淵両方の旅行記録が残されている。
その後、清淵は津宮に息耕塾を開いて息子とともに弟子の教育に力を注ぎ、伊能忠敬も自分の孫を清淵に託している。一方で師の北溟が生前に果たせなかった後漢の鄭玄による『孝経』註釈の復元に努め、享和2年（1802年）に『補訂鄭註孝経』を完成させた。2年後に同書を刊行するが、既に江戸に出て高橋至時の下で天文・地理を学んでいた忠敬も序文を寄せている。後に文化6年（1809年）に忠敬が日本地図作成のための測量に出た折に備後国で当時著名な学者であった菅茶山に『補訂鄭註孝経』を贈呈して、清淵の名を世に広めるきっかけとなった（忠敬から寄贈された茶山蔵書の『補訂鄭註孝経』は現在広島県立歴史博物館所蔵）。他の著作に『古文孝経独見』（文政6年（1823年））などがある。
文化5年（1808年）、水戸藩の小宮山昌秀（楓軒）の要請で宮本茶村とともに水戸領延方（茨城県潮来市）の郷学で講師となり、三人扶持の待遇を与えられた。
文化15年（1818年）、生涯にわたって親交が篤かった伊能忠敬が病死すると、『大日本沿海輿地全図』の序文の草案作成や付属の沿海実測録の浄書などを引き受け、『大日本沿海輿地全図』の早期完成に尽力した。
文政12年（1829年）に68歳で没する。墓碑は小宮山昌秀によって記されたが、清淵の弟子で後に清淵の伝記を編纂した清宮秀堅（伊能忠敬の親戚でもある）は、忠敬の日本地図完成を手伝った事はあくまでも友人としての作業であり、清淵が本分とした故郷における儒学者・教育者としての業ではないのに、小宮山がそれを業績に取り上げたことを強く批判している。